# Душан Јереб
Душан Јереб - Штефан (Љубљана, 26. јануар 1908 — Велики Липовец, 12. март 1943), учесник Народноослободилачке борбе и народни херој Југославије.

## Биографија
Рођен је 26. јануара 1908. године у Љубљани. Отац му је био судски чиновник, често премештан, тако да је породица живела у Костањевици, Радечама, Чрномљу, Коњицама, Птују и Кочевју. Душан је после основне школе, коју је похађао у више места, учио гимназију у Рују и Кочевју, а после велике матуре отишао је у Беч, да тамо студира ветерину. У Бечу је први пут дошао у додир са студентима-марксистима, од којих су многи морали да побегну из своје земље у Аустрију, у којој је тада Комунистичка партија била легална. Кратко вријеме је студирао и на Ветеринарском факултету у Загребу, али се брзо вратио у Беч, разочаран недемократским приликама и ниским научним нивоом студија.
Као дипломирани ветеринар, вратио се у земљу. Није хтео да ступи у државну службу, јер се бојао премештања и политичког притиска. Војску није служио због лошег вида и срчане мане. Кратко време је служио у Петрињи, код „Гавриловића“, али се већ 1934. године вратио у Словенију и запослио се у Новом Месту, као општински ветеринар. Ту је нашао друштво истомишљеника, прогресивних интелектуалаца. Крајем 1935. године примљен је у Комунистичку партију Југославије.
Члан Окружног комитета за Ново Место и околину постао је 1940. године, а одмах после Априлског рата, постао је председник Окружног одбора Ослободилне фронте. У том својству, Јереб је радио на припремама за оружани устанак, а после избијања рата између сила Осовине и СССР-а, руководио је организацијом првих партизанских јединица. У новембру га је тражила полиција, због чега је прешао на илегални рад у Љубљану, где је постао члан Окружног комитета и секретар Окружног одбора Освободилне фронте. Јула 1942. године, кад су велики делови новомешког окружја ослобођени, Јереб је враћен на старо место. Убрзо је почела велика окупаторска офанзива, после које су почеле да се појављују оружане јединице Беле гарде. Децембра 1942. године, Јереб је постао секретар повереништва Освободилне фронте за Долењску и руководио политичком акцијом против Беле гарде.
Почетком марта, руководио је саветовањем на падинама Трске горе. Враћајући се према Рогу, где је била највећа ослобођена територија, покушао је, у ноћи између 11. и 12. марта 1943, да пређе с групом активиста Крку, али није успео. Како је тада „Јурчетова чета“ Западнодолењског одреда логоровала у селу Велики Липовец, отишли су до ње да се одморе и осуше, а навечер да поново покушају прелаз. Тек што су почели да се распремају, више стотина Италијана и белогардиста јуришало је на село. Партизанска чета је бранила одступницу према Брезовој ребри. Код последње куће у селу, Јереб је извадио пиштољ и стао иза куће да пуца. Кад су се Италијани повукли, нашли су га мртвог код те исте куће. Вероватно је био рањен, па се сам убио да га непријатељ не би заробио.
Указом председника Федеративне Народне Републике Југославије Јосипа Броза Тита, 21. јула 1953. године, проглашен је за народног хероја.